# Sphaeromopsis sei
Sphaeromopsis sei är en kräftdjursart som beskrevs av Storey 2002. Sphaeromopsis sei ingår i släktet Sphaeromopsis och familjen klotkräftor. Inga underarter finns listade i Catalogue of Life.